# Осредек-над-Стично
Осредек-над-Стично (словен. Osredek nad Stično) — поселення в общині Іванчна Гориця, Осреднєсловенський регіон, Словенія. Висота над рівнем моря: 665,2 м.